# Вја М.Пазубио-Санти (Бреша)
Вја М.Пазубио-Санти је насеље у Италији у округу Бреша, региону Ломбардија.
Према процени из 2011. у насељу је живело 34 становника. Насеље се налази на надморској висини од 118 м.